# یواس‌اس مانیتور
یواس‌اس مانیتور (به انگلیسی: USS Monitor) یک کشتی جنگی از نوع آیرونکلاد بود که در سال ۱۸۶۲ در جریان جنگ داخلی آمریکا برای نیروی دریایی اتحادیه ساخته شد.

## طراحی و ساخت

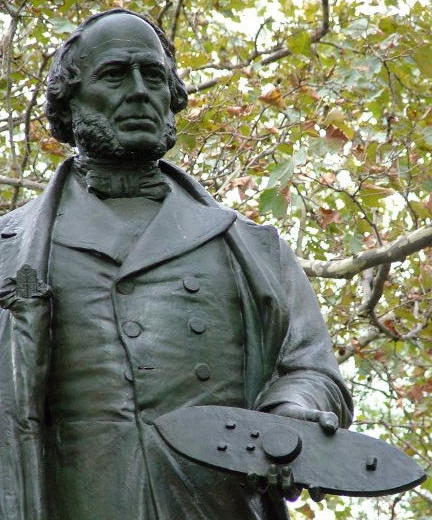
مجسمه جان اریکسون در باتری پارک، نیویورک

ساخت این کشتی به منظور پاسخ‌گویی به شرایط خاص جنگ داخلی آمریکا صورت گرفت. ایالات متحده سعی داشت پیش از بسیج ظرفیت صنعتی خود، با اعمال محاصره دریایی درآمد ایالات مؤتلفه از طریق صادرات کتان، را قطع کند. ایده طراحی یک کشتی با عرشه مسطح و کم‌ارتفاع با یک برجک چرخان دارای سنگین‌ترین توپ‌های در دسترس توسط جان اریکسون، مخترع و مهندس دریای سوئدی‌تبار برای نیروی دریایی ایالات متحده ارائه شد. پس از بررسی این طرح به عنوان یک آیرونکلاد دارای برجک، سفارشی برای ساخت آن مطرح گردید.
طرح اریکسون کاملاً نامتعارف بود. این آیرونکلاد کوچک که مانیتور نام گرفت، در حقیقت یک سکوی زرهی توپ مناسب برای عملیات در نزدیکی ساحل بود. کار ساخت آن از روز ۲۵ اکتبر سال ۱۸۶۱ شرکت کشتی‌سازی کانتینتال آیرون وورکس در گرین‌پوینت در نیویورک آغاز شد. این کشتی با کفی مسطح و خنی با زاویه افقی ۳۵ درجه، آبخور تنها ۱۰ فوت ۶ اینچ (۳٫۲ متر) داشت و ارتفاع عرشه از خط آب تنها ۱۸ اینچ (۴۶ سانتیمتر) بود. ارتفاع کم و عرشه مسطح طراحی شد تا گلوله‌های بدون خان کروی از آن کمانه کند. موتور کشتی که توسط خود اریکسون طراحی شد، مشتکل از دو پیستون درون یک سیلندر بود که پیش‌ران را به حرکت درمی‌آورد. مجموعا صد تن زغال‌سنگ در کشتی ذخیره می‌شد. کشتی به حداکثر سرعت نسبتاً کم ۶ گره (۱۱٫۱ کیلومتر بر ساعت؛ ۶٫۹ مایل بر ساعت) می‌رسید. نامتعارف‌ترین ویژگی کشتی تسلیحات آن شامل دو توپ بدون خان ۱۱ اینچ (۲۸۰ میلیمتر) دالْگْرِن بود که درون یک برجک استوانه‌ای‌شکل چرخان نصب گشت. هشت لایه صفحه آهنی به ضخامت ۱ اینچ (۲۵ میلیمتر) به عنوان زره دور برجک با قطر ۲۰ فوت (۶٫۱ متر)، پیچیده شد. برجک برای طاقت آوردن در مقابل آتش مستقیم ساخته شد. با توجه به زره سنگین این برجک، موتورهای مستقل کمکی بخار برای آن تعبیه گردید که می‌توانست آن را ۲٫۵ دور در دقیقه به چرخش درآورد و فن‌های تهویه را فعال نگاه دارد. عرشه بالایی از تیرهای افقی چوب بلوط ساخته شد. دو صفحه به ضخامت ۰٫۵ اینچ (۱۲٫۷ میلیمتر) این تیرها را می‌پوشاند. اطراف کشتی با زره آهنی ۵ اینچ (۱۲٫۷ سانتیمتر) بر روی ۲۵ اینچ (۶۴ سانتیمتر) چوب بلوط محافظت می‌شد. جز برجک، تنها سازه دیگر بر روی عرشه بالایی یک اتاقک کوچک هدایت در جلوی کشتی بود.

## تاریخچه عملیاتی
مانیتور روز ۲۰ ژانویه سال ۱۸۶۲ به انداخته شد و از روز ۲۵ فوریه خدمت در نیروی دریایی اتحادیه را آغاز کرد. این کشتی جنگی به فرماندهی ناوبان یکم جان وُردِن روز ۹ مارس در نبرد همپتون رودز، در ناحیه‌ای به همین نام، با سی‌اس‌اس ویرجینیا، آیرونکلاد نیروی دریایی ایالات مؤتلفه که سعی در شکستن محاصره داشت، درگیر شد. دو کشتی جنگی برای سه ساعت گرد هم چرخیدند و یکدیگر را کوبیدند اما نتوانستند آسیب جدی به طرف مقابل بزنند. در این حین انفجار یک گلوله توپ در نزدیکی اتاقک هدایت باعث نابینایی موقت وردن شد. اقدام ویرجینیا برای کوبیدن خود به مانیتور نیز کار به جایی نبرد. در نهایت با عقب‌نشینی کشتی دشمن، نبرد با حفظ محاصره مختومه شد.

## سرنوشت
مانیتور در نهایت روز ۳۱ دسامبر سال ۱۸۶۲ هنگام یدک‌کشی غرق شد. تحقیقات بعدی علت این حادثه را جدا شدن قسمت بالایی بدنه از قسمت زیرین آن نشان داد.